# ПП-19
ПП-19 «Бизон» — пистолет-пулемёт 19 модели, разработанный в 1993 году В. М. Калашниковым (сыном конструктора М. Т. Калашникова) и Алексеем Драгуновым (сыном Е. Ф. Драгунова) по заказу Министерства внутренних дел Российской Федерации (МВД России).

## Конструкция
Оружие было создано на основе конструкции АКС74У (унификация достигает 60 %), однако автоматика работает за счёт энергии отдачи свободного затвора. Внешней отличительной особенностью этого пистолета-пулемёта является шнековый подствольный магазин ёмкостью до 64 патронов. Дульный срез ствола оснащён компактным пламегасителем с двумя широкими прямоугольными окнами. Ствольная накладка пластмассовая.
С левой стороны ствольной коробки размещена стандартная планка для крепления прицельных приспособлений.

## Варианты
- Бизон-1 — вариант с мушкой от винтовки СВД, секторным прицелом с тремя делениями на 50-100-150 метров, рукоятью взведения затвора справа и складным влево прикладом от АКС74У. Пистолетная рукоять — стандартная, от АКС74У (из коричневой пластмассы)[6];
- Бизон-2 — вариант под патроны 9×18 мм[1], имеет мушку от автомата Калашникова, прицел — секторный с тремя делениями на 50-100-150 метров, рукоять взведения затвора справа и складной влево приклад от АКС74У. Пистолетная рукоять — от автоматов Калашникова «100-й серии» (из чёрного полиамида)[6]. Принят на вооружение МВД России в 1996 году. К 2002 году на «Бизон-2» устанавливали также складной вверх плечевой упор[7];
- Бизон-2Б — вариант с глушителем[6];
- Бизон-2-01 — под патрон 9×19 мм Парабеллум[1];
- Бизон-2-02 — под патрон 9×17 мм[1];
- Бизон-2-03 — со встроенным глушителем под патрон 9×18 мм[1];
- Бизон-2-04 — самозарядный вариант под патрон 9×18 мм[1];
- Бизон-2-05 — самозарядный вариант под патрон 9×19 мм[1];
- Бизон-2-06 — самозарядный вариант под патрон 9×17 мм[1];
- Бизон-2-07 — под патрон 7,62×25 мм ТТ[1] (при использовании коробчатых магазинов на пистолет-пулемёт необходимо установить цевьё); Емкость коробчатого магазина составляла 45 патронов[8].
- Бизон-3 — вариант с мушкой от автомата Калашникова, с диоптрическим прицелом, складным вверх прикладом и возможностью установки глушителя. Взведение затвора обеспечивает выступ на верхней части ствольной коробки[6];
- ПП-19-01 «Витязь» — вариант ПП-19 с 30-зарядным секторным магазином под патрон 9×19 мм, разработан в 2004 году. Применяется для вооружения патрульно-постовых служб, ГИБДД, внутриведомственной охраны, и подразделений МВД РФ. Возможна установка глушителя.

С 2008 года серийно выпускается в двух вариантах:
- ПП-19-01 «Витязь» исп.10 — на базе АКС74У, с деревянным цевьём и перекидным прицелом на 100/200 м;
- ПП-19-01 «Витязь-СН» исп.20 — на базе АК-105, с цевьём из чёрного полиамида, секторным прицелом, улучшенной эргономикой (за счёт вынесения предохранителя и рукоятки затвора на левую сторону), и планкой Пикатинни на крышке ствольной коробки;

- Короткоствольное служебное оружие «КСО-1» — опытный образец самозарядной модификации ПП-19 для частных охранных структур под патрон 9×17 мм (с 10-зарядным коробчатым магазином). В качестве служебного оружия не сертифицирован, серийно не выпускался[11].
- Спортивно-тренировочный карабин IZH 9х19 «Витязь» — самозарядная модификация ПП-19-01 с 10-зарядным магазином, представленная в июле 2010 года на Международной выставке вооружений сухопутных войск («МВСВ-2010», Москва)[12].
- Самозарядный карабин «Сайга-9» — ещё один конверсионный вариант ПП-19-01 «Витязь-СН» с 10-зарядным магазином, представленный в сентябре 2012 года на выставке «Российские охотничье-спортивные товары — 2012» («РОСТ-2012», Ижевск)[13].
- SN9NP — ПП-19 вьетнамского производства со складным прикладом от Galil ACE, демонстрационный образец был впервые представлен заводом Z111 в ноябре 2018 года[14].
- TR9 «PARADOX» — вариант Сайги-9 исп. 02 под калибр 345ТК со сверловкой «Парадокс», представленный на международном военно-техническом форуме «Армия-2019» в июне 2019 года. После завершения испытаний и сертификации, в июне 2020 года начались его производство и продажа[15].
- KR-9 — серия гражданских карабинов на базе Витязь-СН производства Kalashnikov USA[16].
- ППК-20 — субкомпактная модификация ПП-19-01

## Страны-эксплуатанты
- Армения: на вооружении отдельных категорий сотрудников полиции[17], разрешены к использованию сотрудниками таможенной службы[18];
- Россия — пистолеты-пулемёты «Бизон» находятся на вооружении ФСБ, спецподразделений МВД России[19], ФСИН, ФССП[20], ведомственной охраны[21] и фельдъегерской службы[22]
- Казахстан — 7 мая 2017 года на военном параде в честь 25-летия ВС РК в г. Астана, парадный расчёт Национальной гвардии прошёл с пистолет-пулемётами в исполнении «Витязь-СН».

- КНДР
- Босния и Герцеговина
- Венесуэла
- Вьетнам